# Thibaut De Marre
Thibaut De Marre (Grenoble, 23 februari 1998) is een Frans-Belgisch langlaufer.

## Levensloop
Op de Olympische Winterspelen van 2022 te Beijing nam hij deel aan de onderdelen sprint, 15km klassieke stijl, 30 km skiatlon en 50 km vrije stijl. In de skiatlon werd hij na ruim 20 km gedubbeld en moest hij bijgevolg de wedstrijd verlaten en in de 'sprint' strandde hij in de kwalificaties met een 76e plaats als resultaat. Op de '15 kilometer' behaalde hij een 59e plek en in de massastart (die werd ingekort tot 30 kilometer) eindigde hij op een 47e plaats.